# Vlag van Kosrae

Vlag van Kosrae (ratio 37:70)

De vlag van Kosrae bestaat uit een blauw veld met in het midden vier witte vijfpuntige sterren, omringd door twee vredestakken die van elkaar gescheiden worden door een fafa. De vlag is in gebruik sinds 28 juli 1981.
Een fafa is een ceremoniële steen die een belangrijke rol speelt in de cultuur van Kosrae. De vredestakken verwijzen, net als de kleuren van de vlag, naar de vlag van de Verenigde Naties en symboliseren zo het feit dat Kosrae behoorde tot het Trustgebied van de Pacifische Eilanden van de Verenigde Naties. De kleuren verwijzen echter bovenal naar de vlag van Micronesië, waar Kosrae een deelstaat van is. Ook de sterren zijn ontleend aan de Micronesische vlag en symboliseren de vier deelstaten van de federatie: Kosrae, Chuuk, Pohnpei en Yap.